# ジョヴァンニ・バッティスタ・サンマルティーニ

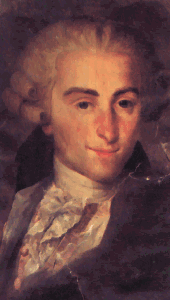
ジョヴァンニ・バッティスタ・サンマルティーニ

ジョヴァンニ・バッティスタ・サンマルティーニ（Giovanni Battista Sammartini, 1700年頃 ミラノ -  1775年1月15日 同地）はイタリアの前古典派音楽の作曲家で、オルガニスト・楽長・教師。
現代では器楽曲が重視されているが、最初期においては宗教音楽の作曲家であった。グルックの恩師と言われ、ヨハン・クリスティアン・バッハに影響を与えたことでも知られる。非常な多作家で、大量の歌劇と、70曲をこえる交響曲のほか、数多くの協奏曲や室内楽曲を遺した。とりわけその交響曲は、短いオペラのシンフォニア（序曲）から、重々しい序曲と主題の展開を特徴とするウィーン古典派の交響曲へと変化してゆく時期の始まりを予告している。死後急速に忘れ去られたうえ、作品の多くが散逸したため、再評価は20世紀に入ってからであった。現在も楽譜の発見など、研究が進められている。
頭文字が共通するために、同じように多作家だった兄ジュゼッペ（1695年 - 1750年）と、しばしば混同されている。

## 主要作品
- 歌劇
  - メメット Memet
- 器楽曲
  - 交響曲
  - チェロとピッコロのための二重協奏曲
  - フルート協奏曲
  - ヴァイオリン協奏曲
  - トリオ・ソナタ（多数）
  - オルガン・ソナタ
  - チェロ・ソナタ
  - ヴァイオリン・ソナタ
  - フルート・ソナタ